# Mandy Glaudemans
Mandy Glaudemans (2 januari 1993) is een Nederlands voetballer die in seizoen 2010/11 speelde voor Willem II in de Eredivisie Vrouwen.

## Carrière
In de zomer van 2010 verliet Glaudemans haar jeugdteam WSC voor het vrouwenelftal van Willem II. Ze kreeg rugnummer 2. Ze speelde elf wedstrijden voor de Tilburgers, die na dat seizoen de stekker uit het vrouwenelftal trokken.

## Statistieken
| Seizoen | Club      | Land      | Competitie | Wed. | Goals |
| ------- | --------- | --------- | ---------- | ---- | ----- |
| 2010/11 | Willem II | Nederland | Eredivisie | 11   | 0     |